# Paris-Roubaix 1947
Paris-Roubaix 1947 a fost a 45-a ediție a Paris-Roubaix, o cursă clasică de ciclism de o zi din Franța. Evenimentul a avut loc pe 6 aprilie 1947 și s-a desfășurat pe o distanță de 246 de kilometri de la Paris până la velodromul din Roubaix. Câștigătorul a fost Georges Claes din Belgia.

## Rezultate
| Loc | Ciclist                   | Timp       |
| --- | ------------------------- | ---------- |
| 1   | Georges Claes (BEL)       | 6h 10' 34" |
| 2   | Adolf Verschueren (BEL)   | +0' 00"    |
| 3   | Louis Thiétard (FRA)      | +0' 00"    |
| 4   | Raymond Impanis (BEL)     | +0' 16"    |
| 5   | Albéric Schotte (BEL)     | +0' 51"    |
| 6   | Olimpio Bizzi (ITA)       | +0' 56"    |
| 7   | Edouard Fachleitner (FRA) | +0' 56"    |
| 8   | Maurice De Muer (FRA)     | +0' 56"    |
| 9   | Lucien Teisseire (FRA)    | +2' 42"    |
| 10  | Lucien Vlaemynck (BEL)    | +3' 43"    |